# Bezirk Spittal an der Drau
Der Bezirk Spittal an der Drau ist ein politischer Bezirk des österreichischen Bundeslandes Kärnten. Sitz der Bezirkshauptmannschaft ist Spittal an der Drau.

## Geographie
| Der Bezirk ist mit einer Fläche von 2.763,99 km² der mit Abstand größte Bezirk Kärntens, nach dem Bezirk Liezen in der Steiermark der zweitgrößte Bezirk Österreichs und größer als das Bundesland Vorarlberg. Er ist im Wesentlichen deckungsgleich mit der als Oberkärnten bezeichneten Region im Norden und Westen des Bundeslands. Geprägt ist die Region im Norden und Westen von den Bergen der Hohen Tauern, deren zahlreiche Dreitausender zu den höchsten Gipfeln Österreichs zählen, einerseits, und der Ebene des Oberen Drautals sowie Mölltal, Maltatal und Liesertal andererseits. Im Osten bzw. Süden des Bezirks befinden sich mit dem Millstätter See und dem Weißensee zwei der vier großen Seen Kärntens. Der Bezirk Spittal an der Drau grenzt im Westen an Osttirol und im Norden an das Bundesland Salzburg. Etwa 42 Prozent der Fläche sind bewaldet, fast dreißig Prozent entfallen auf Almen, nur neun Prozent werden landwirtschaftlich genutzt. Ein Sechstel sind „Sonstige Flächen“, wozu neben Verkehrsflächen auch vegetationslose Flächen im Hochgebirge zählen. | Die zur Anzeige dieser Grafik verwendete Erweiterung wurde dauerhaft deaktiviert. Wir arbeiten aktuell daran, diese und weitere betroffene Grafiken auf ein neues Format umzustellen. (Mehr dazu) |

| Zell am See (Sbg.) | Sankt Johann im Pongau, Tamsweg (Sbg.)      | Murau (St.)  |
| Lienz (T.)         | Kompassrose, die auf Nachbargemeinden zeigt | Feldkirchen  |
|                    | Hermagor                                    | Villach-Land |

## Angehörige Gemeinden
Der Bezirk Spittal an der Drau umfasst 33 Gemeinden, darunter drei Städte und zehn Marktgemeinden. Die Einwohnerzahlen stammen vom 1. Jänner 2025.

| Gemeinde                     | slowenisch        | Lage | Ew     | km²    | Ew / km² | Gerichtsbezirk      | Region | Typ             | Metadaten |                   |
| ---------------------------- | ----------------- | ---- | ------ | ------ | -------- | ------------------- | ------ | --------------- | --------- | ----------------- |
| Bad Kleinkirchheim           |                   |      | 1.657  | 74,05  | 22       | Spittal an der Drau |        | Gemeinde        | ja        | Gem.Kennz.: 20601 |
| Baldramsdorf                 |                   |      | 1.839  | 37,94  | 48       | Spittal an der Drau |        | Gemeinde        | ja        | Gem.Kennz.: 20602 |
| Berg im Drautal              |                   |      | 1.224  | 54,27  | 23       | Spittal an der Drau |        | Gemeinde        | ja        | Gem.Kennz.: 20603 |
| Dellach im Drautal           |                   |      | 1.626  | 76,12  | 21       | Spittal an der Drau |        | Gemeinde        | ja        | Gem.Kennz.: 20604 |
| Flattach                     | Blate             |      | 1.121  | 98,70  | 11       | Spittal an der Drau |        | Gemeinde        | ja        | Gem.Kennz.: 20607 |
| Gmünd in Kärnten             | Sovodenj          |      | 2.554  | 31,56  | 81       | Spittal an der Drau |        | Stadt- gemeinde | ja        | Gem.Kennz.: 20608 |
| Greifenburg                  |                   |      | 1.702  | 76,28  | 22       | Spittal an der Drau |        | Markt- gemeinde | ja        | Gem.Kennz.: 20609 |
| Großkirchheim                |                   |      | 1.307  | 109,75 | 12       | Spittal an der Drau |        | Gemeinde        | ja        | Gem.Kennz.: 20605 |
| Heiligenblut am Großglockner | Sveta Kri         |      | 959    | 193,53 | 5        | Spittal an der Drau |        | Gemeinde        | ja        | Gem.Kennz.: 20610 |
| Irschen                      |                   |      | 1.912  | 33,35  | 57       | Spittal an der Drau |        | Gemeinde        | ja        | Gem.Kennz.: 20611 |
| Kleblach-Lind                |                   |      | 1.161  | 62,99  | 18       | Spittal an der Drau |        | Gemeinde        | ja        | Gem.Kennz.: 20613 |
| Krems in Kärnten             |                   |      | 1.603  | 207,14 | 7,7      | Spittal an der Drau |        | Gemeinde        | ja        | Gem.Kennz.: 20642 |
| Lendorf                      |                   |      | 1.779  | 34,31  | 52       | Spittal an der Drau |        | Gemeinde        | ja        | Gem.Kennz.: 20616 |
| Lurnfeld                     | Lurnsko Polje     |      | 2.676  | 33,02  | 81       | Spittal an der Drau |        | Markt- gemeinde | ja        | Gem.Kennz.: 20643 |
| Mallnitz                     | Malnice           |      | 771    | 111,91 | 6,9      | Spittal an der Drau |        | Gemeinde        | ja        | Gem.Kennz.: 20618 |
| Malta                        |                   |      | 1.867  | 261,92 | 7,1      | Spittal an der Drau |        | Gemeinde        | ja        | Gem.Kennz.: 20619 |
| Millstatt am See             | Milje             |      | 3.464  | 57,74  | 60       | Spittal an der Drau |        | Markt- gemeinde | ja        | Gem.Kennz.: 20620 |
| Mörtschach                   |                   |      | 816    | 74,85  | 11       | Spittal an der Drau |        | Gemeinde        | ja        | Gem.Kennz.: 20622 |
| Mühldorf                     | Mlinče            |      | 1.022  | 24,36  | 42       | Spittal an der Drau |        | Gemeinde        | ja        | Gem.Kennz.: 20624 |
| Oberdrauburg                 | Zgornji Dravograd |      | 1.198  | 69,93  | 17       | Spittal an der Drau |        | Markt- gemeinde | ja        | Gem.Kennz.: 20625 |
| Obervellach                  | Zgornja Bela      |      | 2.154  | 104,42 | 21       | Spittal an der Drau |        | Markt- gemeinde | ja        | Gem.Kennz.: 20627 |
| Radenthein                   | Radenče           |      | 5.742  | 89,35  | 64       | Spittal an der Drau |        | Stadt- gemeinde | ja        | Gem.Kennz.: 20630 |
| Rangersdorf                  |                   |      | 1.700  | 84,27  | 20       | Spittal an der Drau |        | Gemeinde        | ja        | Gem.Kennz.: 20631 |
| Reißeck                      |                   |      | 2.085  | 139,86 | 15       | Spittal an der Drau |        | Gemeinde        | ja        | Gem.Kennz.: 20644 |
| Rennweg am Katschberg        |                   |      | 1.650  | 120,82 | 14       | Spittal an der Drau |        | Markt- gemeinde | ja        | Gem.Kennz.: 20632 |
| Sachsenburg                  |                   |      | 1.333  | 42,62  | 31       | Spittal an der Drau |        | Markt- gemeinde | ja        | Gem.Kennz.: 20633 |
| Seeboden am Millstätter See  | Jezernica         |      | 6.706  | 44,41  | 151      | Spittal an der Drau |        | Markt- gemeinde | ja        | Gem.Kennz.: 20634 |
| Spittal an der Drau          | Špital ob Dravi   |      | 15.341 | 48,52  | 316      | Spittal an der Drau |        | Stadt- gemeinde | ja        | Gem.Kennz.: 20635 |
| Stall                        | Štal              |      | 1.493  | 96,40  | 15       | Spittal an der Drau |        | Gemeinde        | ja        | Gem.Kennz.: 20636 |
| Steinfeld                    |                   |      | 1.996  | 81,37  | 25       | Spittal an der Drau |        | Markt- gemeinde | ja        | Gem.Kennz.: 20637 |
| Trebesing                    | Trebežinče        |      | 1.143  | 73,78  | 15       | Spittal an der Drau |        | Gemeinde        | ja        | Gem.Kennz.: 20638 |
| Weißensee                    |                   |      | 759    | 78,11  | 9,7      | Spittal an der Drau |        | Gemeinde        | ja        | Gem.Kennz.: 20639 |
| Winklern                     |                   |      | 1.185  | 37,38  | 32       | Spittal an der Drau |        | Markt- gemeinde | ja        | Gem.Kennz.: 20640 |

## Bevölkerungsentwicklung
Die Bevölkerungszahl beträgt aktuell 75.868 Einwohner (2020). Das bedeutet, dass seit dem Höchststand von 81.719 im Jahr 2001 fast 6.000 Personen verloren gingen. Nur 5 der 33 Gemeinden konnten Einwohner dazugewinnen. An erster Stelle Seeboden durch seine Nähe zur Bezirksstadt Spittal, die Lage am Millstätter See und ein Pflegeheim. Dass ein Pflegeheim Einwohner bringt, beweisen auch Winklern und Mühldorf. Geringen Zuwachs gab es noch in Millstatt und Baldramsdorf. Die 3 Gemeinden mit den stärksten Rückgängen sind Krems (über 20 %) und Mallnitz und Mörtschach mit knapp unter 20 %.

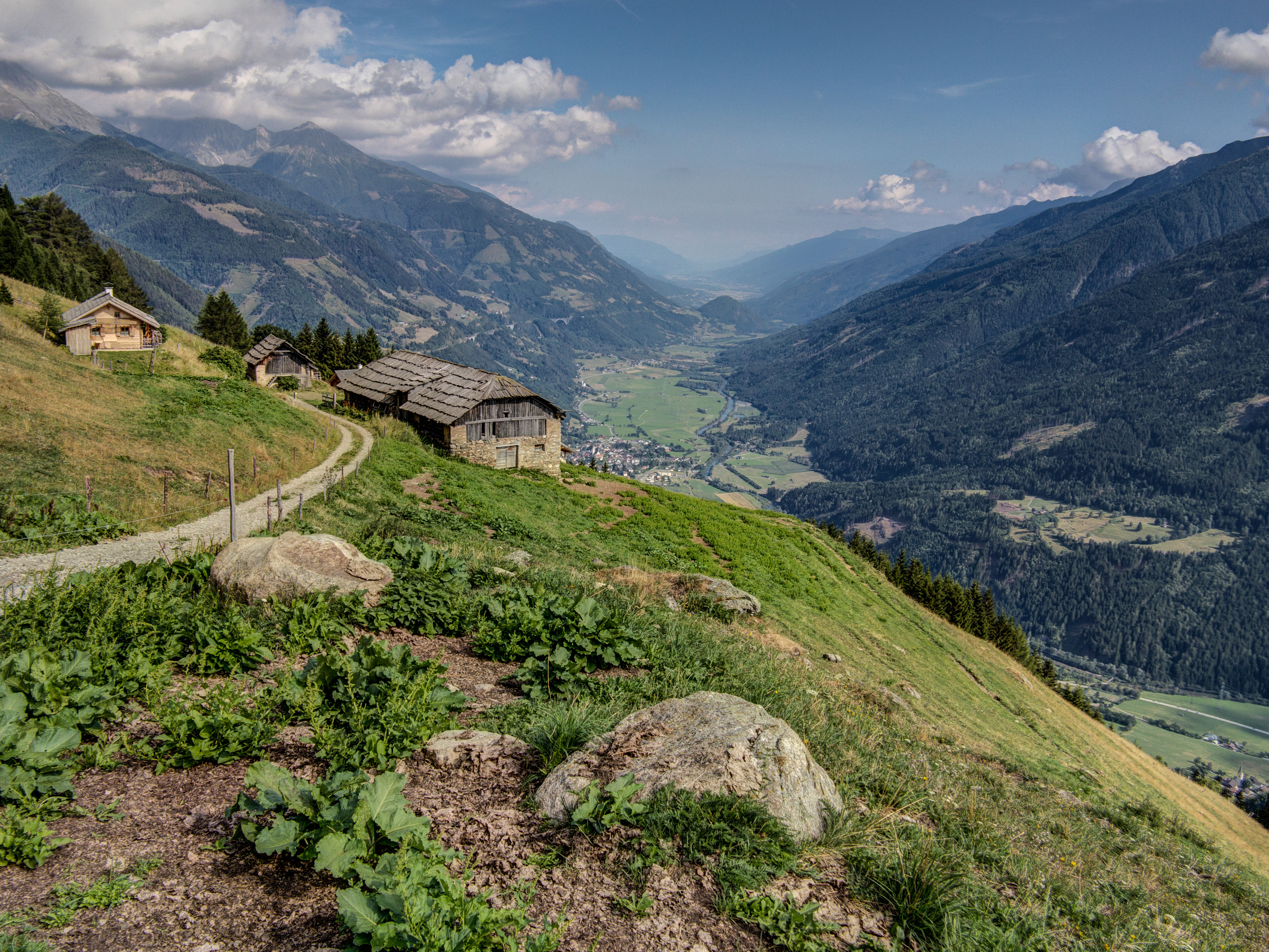
Das Mölltal – Heimat vieler Tunnelbauer

Der Bevölkerungsrückgang wird sich voraussichtlich fortsetzen. Ein Grund sind Studenten, die wegen fehlender Arbeitsplätze nicht mehr in die Heimatgemeinde zurückkehren. Weitere Gründe sind das niedrige Durchschnittseinkommen und die hohe Arbeitslosenquote:
| Die zur Anzeige dieser Grafik verwendete Erweiterung wurde dauerhaft deaktiviert. Wir arbeiten aktuell daran, diese und weitere betroffene Grafiken auf ein neues Format umzustellen. (Mehr dazu) | Die zur Anzeige dieser Grafik verwendete Erweiterung wurde dauerhaft deaktiviert. Wir arbeiten aktuell daran, diese und weitere betroffene Grafiken auf ein neues Format umzustellen. (Mehr dazu) |

Eine Besonderheit ist, dass besonders viele Männer aus dem Mölltal im Tunnelbau arbeiten. So kamen 2011 etwa 50 Arbeiter aus der kleinen Gemeinde Stall beim Bau des Bosruck Tunnels zum Einsatz. Schon seit Generationen arbeiten Mölltaler europaweit im Tunnelbau.

## Wirtschaft
Die Wirtschaft im Bezirk Spittal hat einen deutlichen Schwerpunkt im Tourismus, auch der Produktionssektor ist überdurchschnittlich, mit besonders starker Bauwirtschaft.

### Wirtschaftsstruktur
Der Anteil der Bevölkerung, der in der Land- und Forstwirtschaft tätig ist, entspricht dem Kärntner Durchschnitt. Stärker ausgeprägt ist der Produktionssektor, wo 30,1 % der Bevölkerung tätig sind (2017), dafür ist der Dienstleistungssektor schwächer ausgebildet:
| Die zur Anzeige dieser Grafik verwendete Erweiterung wurde dauerhaft deaktiviert. Wir arbeiten aktuell daran, diese und weitere betroffene Grafiken auf ein neues Format umzustellen. (Mehr dazu)Spittal | Die zur Anzeige dieser Grafik verwendete Erweiterung wurde dauerhaft deaktiviert. Wir arbeiten aktuell daran, diese und weitere betroffene Grafiken auf ein neues Format umzustellen. (Mehr dazu)Kärnten | Die zur Anzeige dieser Grafik verwendete Erweiterung wurde dauerhaft deaktiviert. Wir arbeiten aktuell daran, diese und weitere betroffene Grafiken auf ein neues Format umzustellen. (Mehr dazu)Österreich |

Im Bezirk Spittal/Drau ist der Anteil der Auspendler sehr hoch, fast ein Drittel der Erwerbstätigen hat seinen Arbeitsplatz in einem anderen Bezirk. Dagegen ist der Anteil der Einpendler mit 15 % relativ gering.

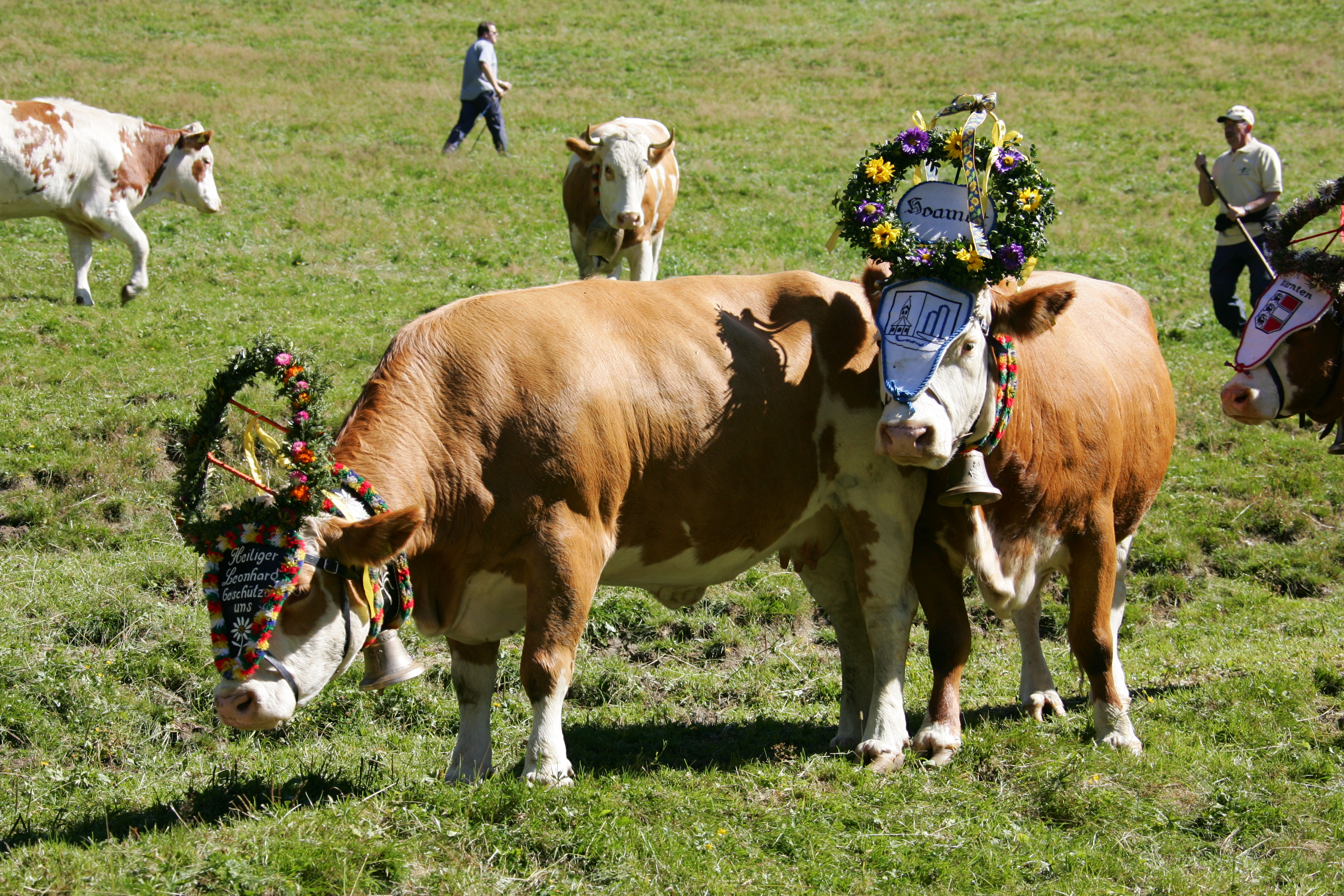
Almabtrieb in Bad Kleinkirchheim

### Land- und Forstwirtschaft
In der Landwirtschaft liegt der Schwerpunkt in der Rinderhaltung, deren Basis die Grünlandbewirtschaftung ist. Beinahe ein Drittel der 150.000 ha Grünland in Kärnten liegen im Bezirk Spittal. Speziell stark ausgebildet ist die Almbewirtschaftung. Auf den 30.000 ha Almfutterflächen werden 19.625 GVE von 285 Sennern gehalten (Stand 2017). Wie in allen Kärntner Bezirken verringert sich auch in Spittal sowohl die Anzahl der landwirtschaftlichen Betriebe (auf 1.636, eine Abnahme von 1,7 % gegenüber 2016) als auch die Anzahl der gehaltenen Rinder (37.217 im Jahr 2017, minus 1,1 % gegenüber 2016).
In der Forstwirtschaft ist auf Grunde der Höhenlage der Verkauf von Nadelholz die Haupteinnahmequelle. Im Jahr 2017 wurden 442.606 Festmeter Holz verkauft, davon waren über 99 % (440.064 Festmeter) Nadelholz.

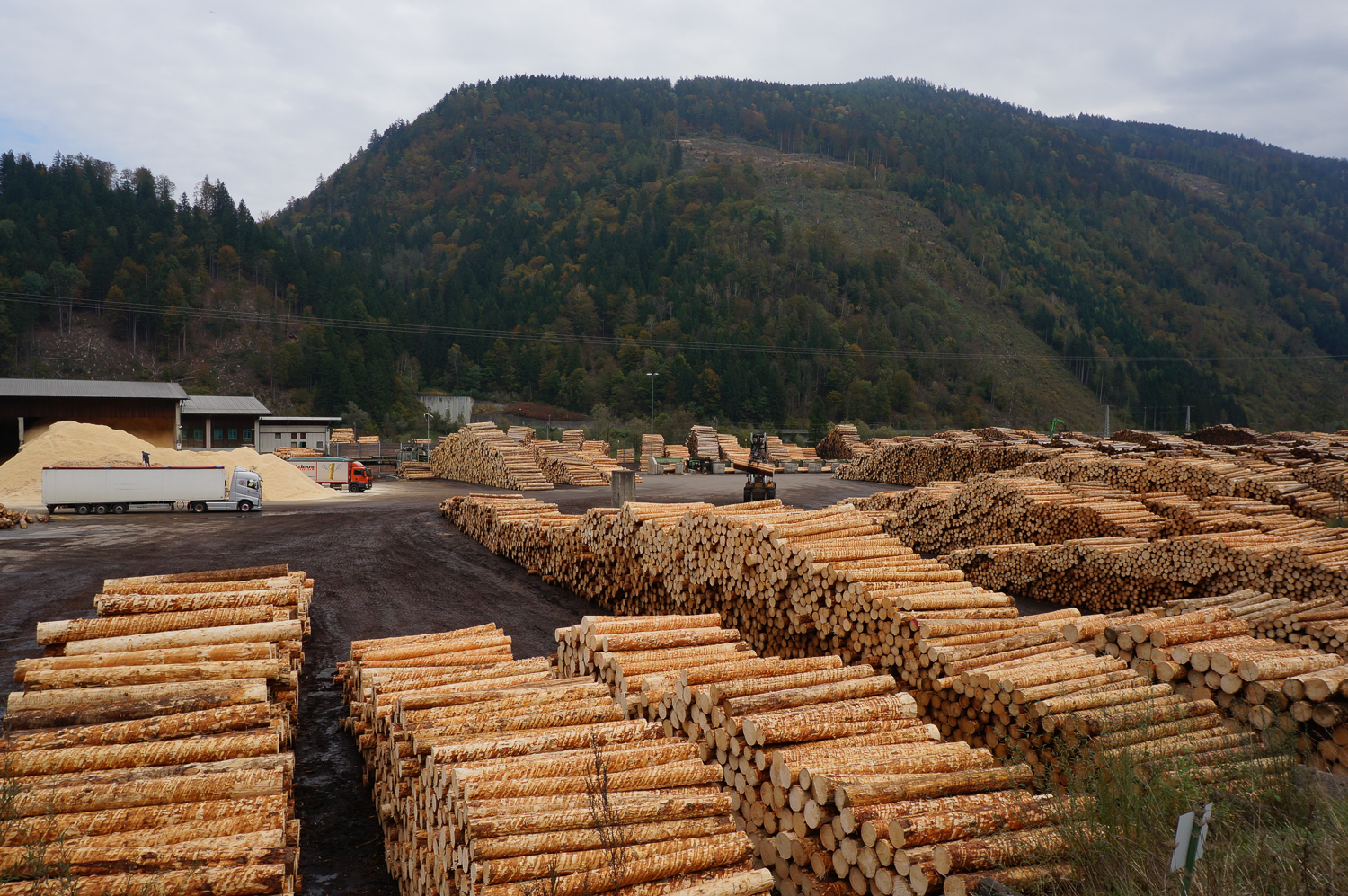
Holzverarbeitung im Drautal (Sachsenburg)

### Industrie / Verarbeitendes Gewerbe, Herstellung von Waren
Die Top-5-Industriebetriebe im Bezirk Spittal an der Drau sind (Stand 2017):
- RHI Magnesita in Radenthein: Zentrale in Wien, Herstellung von feuerfesten Materialien
- Strabag AG in Spittal/Drau: Zentrale in Wien, Internationale Firma in der Bauindustrie
- Merck KG in Spittal: Zentrale in Darmstadt, Pharma, Chemie, Biotech
- Noritec Holzindustrie GmbH in Sachsenburg: Teil der Hasslacher Holding GmbH, Holzverarbeitung
- Kärntnermilch reg.Gen.m.b.H. in Spittal: Milch und Milchprodukte

| Die zur Anzeige dieser Grafik verwendete Erweiterung wurde dauerhaft deaktiviert. Wir arbeiten aktuell daran, diese und weitere betroffene Grafiken auf ein neues Format umzustellen. (Mehr dazu)Anzahl der Betriebe je Gemeinde |

Während es nur eine geringe Anzahl an Großbetrieben gibt, ist der Anteil an Klein- und Kleinstbetrieben hoch gegenüber anderen Kärntner Bezirken.

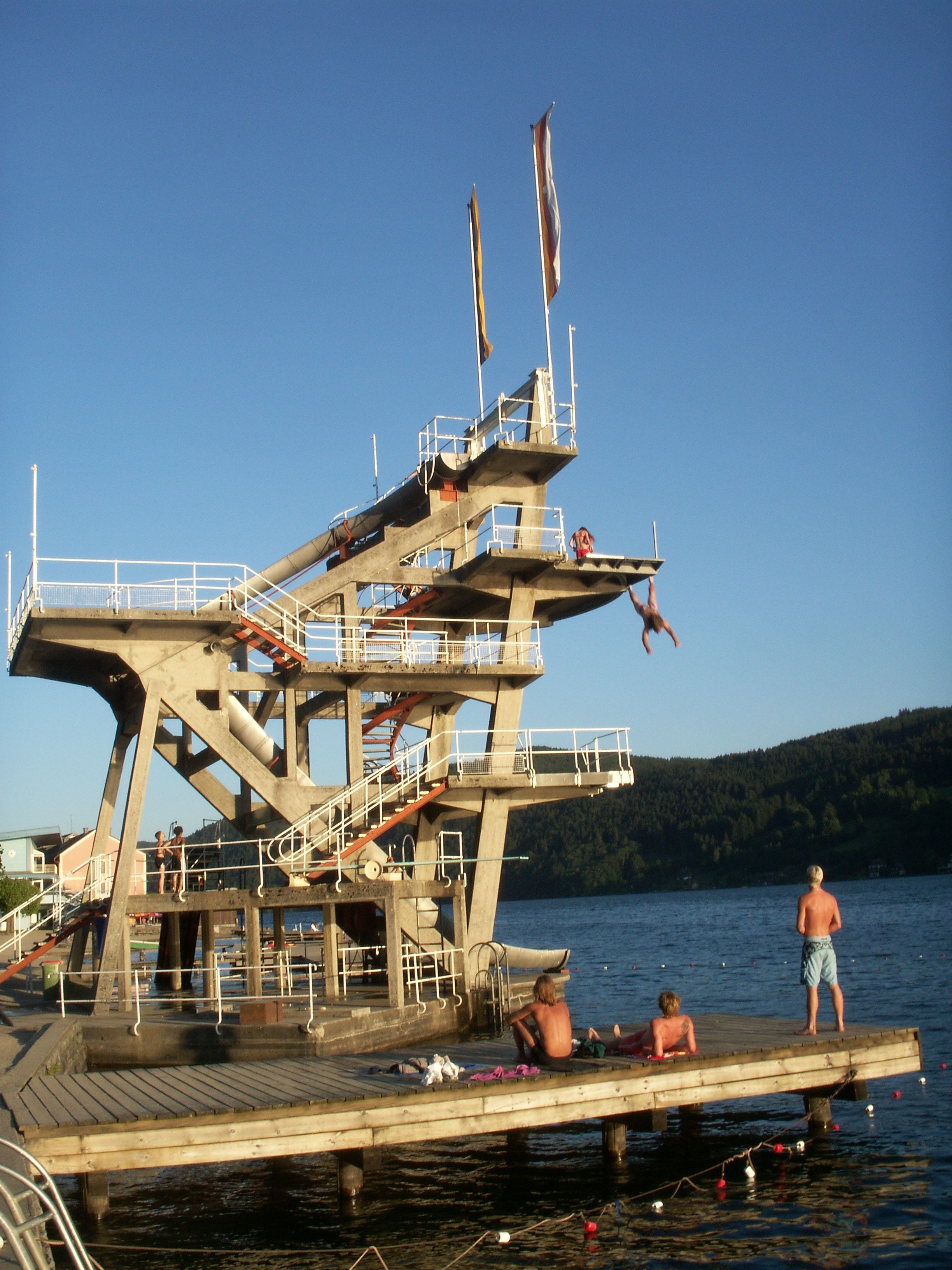
Baden am Millstätter See

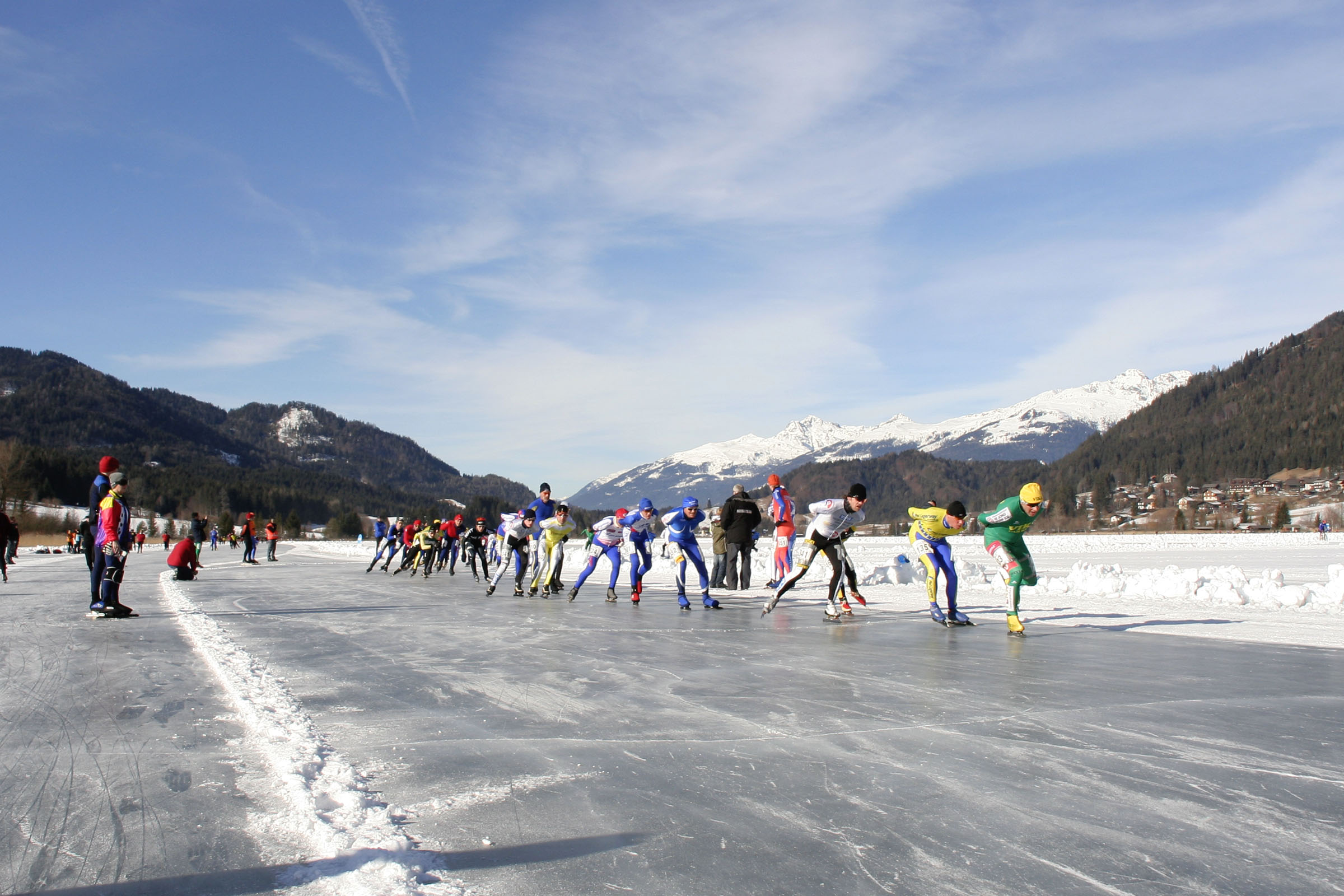
Eislaufen am Weißensee

### Fremdenverkehr
Der Tourismus ist ein wichtiger Bestandteil der Wirtschaft im Bezirk Spittal/Drau. Von den 13 Millionen Nächtigungen in Kärnten entfielen knapp 4 Millionen auf Spittal (Werte Wirtschaftsjahr 2017). Die Verteilung auf die einzelnen Gemeinden ist recht unterschiedlich:
| Die zur Anzeige dieser Grafik verwendete Erweiterung wurde dauerhaft deaktiviert. Wir arbeiten aktuell daran, diese und weitere betroffene Grafiken auf ein neues Format umzustellen. (Mehr dazu) Übernachtungen im Tourismusjahr 2017 (in Tausend) |

Hauptanziehungspunkte sind dabei vor allem die beiden großen Seen Millstätter See und Weißensee, sowie die Schigebiete wie Bad Kleinkirchheim, Katschberg und Heiligenblut. Auch der Nationalpark Hohe Tauern und der Biosphärenpark Nockberge liegen zu großen Teilen im Bezirk. Trotz dieser Vielfalt liegt die Entwicklung im Tourismus unter dem Durchschnitt von Kärnten und Österreich:

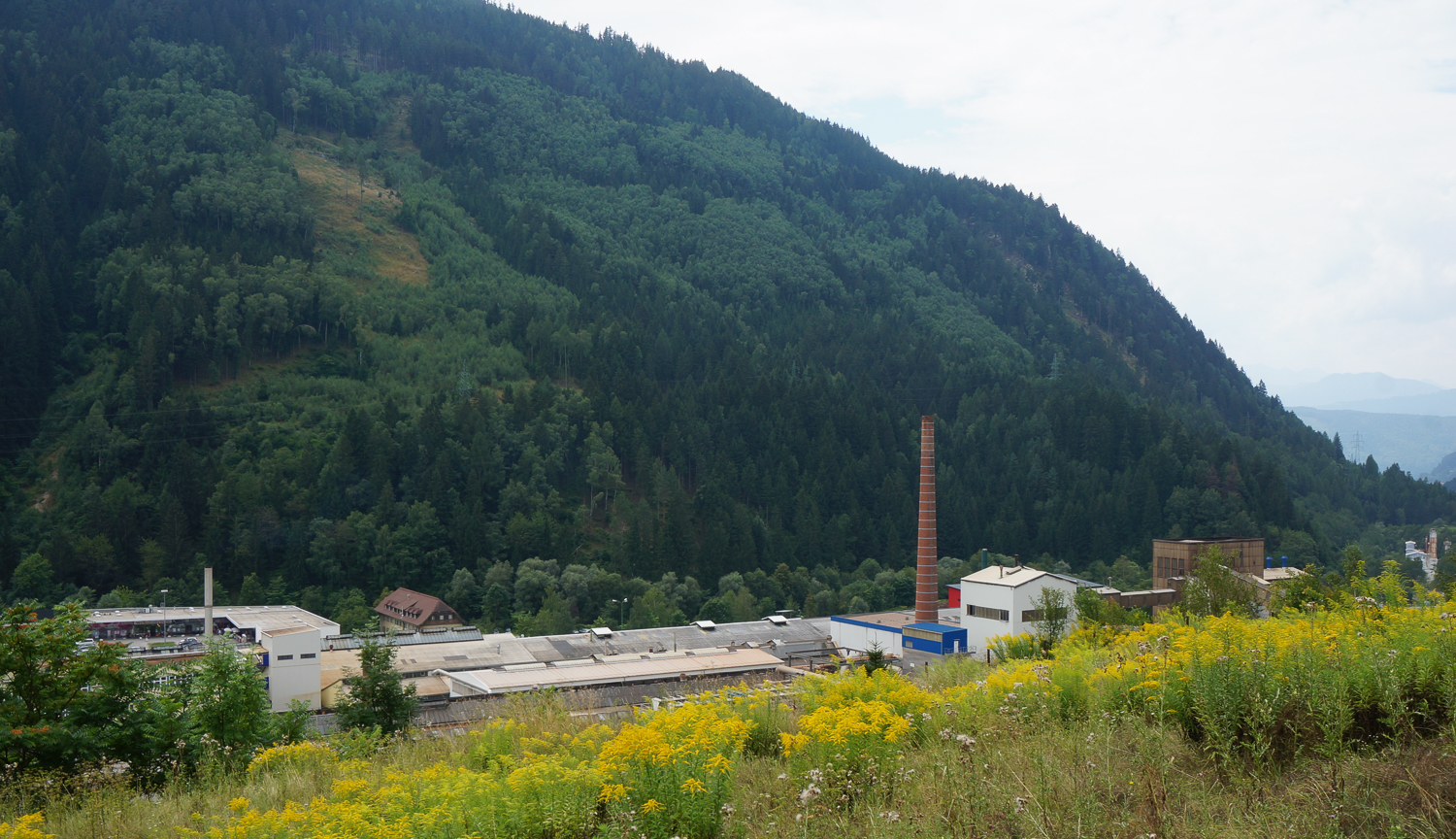
Magnesitbergbau in Radenthein

 Entwicklung der Nächtigungen

### Bergbau
Seit mehr als 100 Jahren wird in Radenthein Magnesit abgebaut. Das Mineral wird vor Ort von der Firma RHI Magnesita zur Herstellung von feuerfesten Werkstoffen verwendet. Im Untertag-Abbau fördern 11 Beschäftigte 67.995 t Magnesit (Stand 2016).

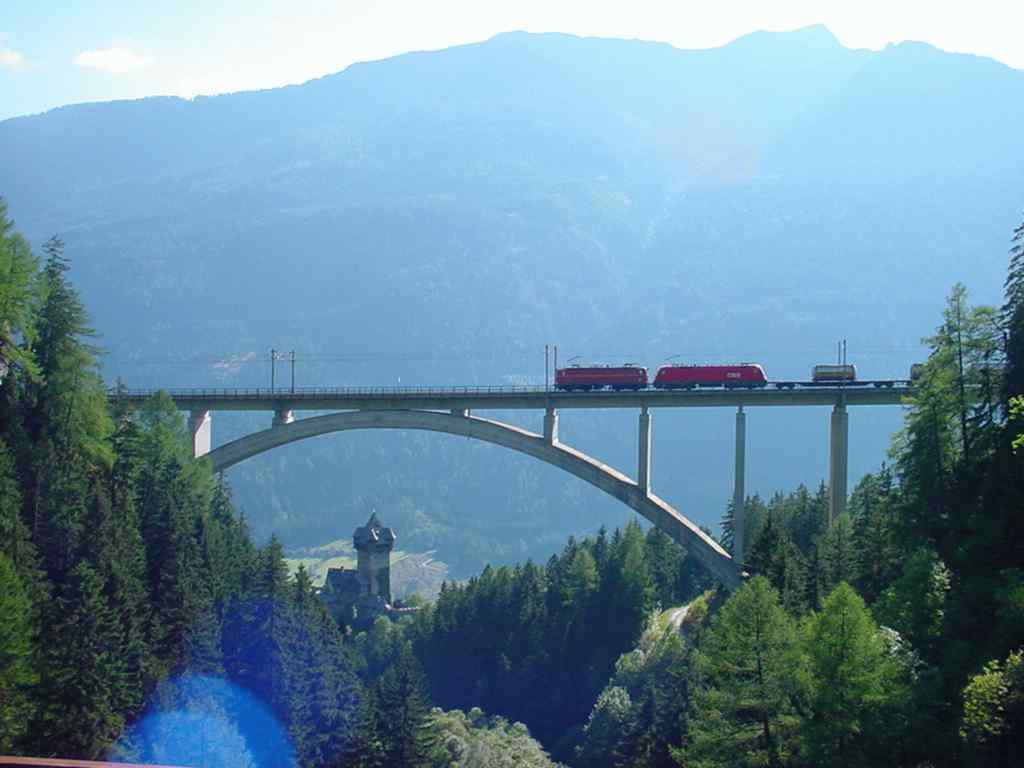
Tauernbahn, Falkensteinbrücke

### Infrastruktur / Verkehr
- Eisenbahn: Quer durch den Bezirk verläuft von Osten nach Westen die Drautalbahn, die von Maribor bis Innichen führt. An der Abzweigstelle Pusarnitz-Süd mündet die Tauernbahn in diese ein, die über Mallnitz und den Tauerntunnel durch das Gasteinertal nach Schwarzach-St. Veit führt.
- Straße: Die Tauern Autobahn kommt von Salzburg im Norden durch den Katschberg in den Bezirk, führt am Millstätter See und an Spittal vorbei ins Drautal und weiter nach Süden bis Villach. Wichtige Bundesstraßen sind die Drautalstraße, die Villach über Spittal mit Lienz verbindet, die Mölltalstraße von Möllbrücke nach Winklern, sowie die Großglockner Straße von Lienz über Winklern nach Heiligenblut, wo sie als Großglockner Hochalpenstraße durch den Nationalpark Hohe Tauern über das Hochtor (2.504 m) weiter nach Salzburg führt.[15]